# Дамирангийн Нанзад
Дамиранги́йн На́нзад (1891—1931) — монгольский военный деятель, участник Народной революции.

## Биография

### Детство
Нанзад родился в 1891 году седьмым сыном арата Дамирана в хошуне Эетей-бэйлэ Тушэту-ханского аймака (ныне сомон Манлай аймака Умнеговь). Мать Хундган рано умерла, и отец из-за бедности отдал Нанзада на воспитание в приёмную семью. В приёмной семье Ишбала и Буджаргал воспитывался жестоко, пас скот.

### Военная служба в богдо-ханской Монголии
В 1910 году пошёл на военную службу вместо старшего брата Балдана, там самостоятельно выучился грамоте и хорошо овладел военным делом. После национальной революции поступил в монгольскую армию, участвовал более чем в 10 сражениях монголо-китайской войны, в том числе в 1912 году у Буута и Хухэ-Хото, в 1913 — в операции по поимке мятежного военачальника Мууранги вместе с 70 его солдатами на направлении Шанаган—Шиндий—Батхаалга, в 1914 году — на направлении Шинэ-Булаг—Улаан-Дов—Сулинхээр. В 1915—1917 годах сражался у Бухын-Хашаата и Халхин-Гола с войсками Бавуужава. За военные заслуги указом Богдо-хана был награждён титулом «Быстрый богатырь» (Түргэн баатар).
Попав под сокращение пограничных войск, был переведён в Ургу, в Хужир-Буланскую военную школу, затем получил назначение в Алтан-Булак командиром артиллерийской десятки и находился на этой должности до 1918 года, пока указом китайских военных властей орудия не были переданы гаминам, а монгольские войска распущены.

### Участие в Народной революции
После увольнения со службы на Еру-Гольском уртоне Нанзад встретился со своим старым знакомым по Хужир-Булану Д. Сухэ-Батором, и с этого времени активно включился в революционную работу Народной партии. Участвовал в освобождении Алтан-Булака от китайцев; его подразделение взяло штаб и казармы гаминов. После во главе особого отряда нёс охрану Алтан-Булака, где расположился партийный штаб, и его окрестностей Ивцэга и Шаамара от китайцев. Затем был назначен командиром 1-го полка народного ополчения. Отразил попытку штурма Алтан-Булака силами Азиатской дивизии. После занятия Урги ополчением был назначен военным комиссаром в Улиастай.
Согласно приказу от 7 октября 1922 года от народного правительства властям Улясутая совместно с Д. Балдандоржем и М. Дугаржавом, успешно осуществил операцию по ликвидации Джа-ламы. После этого проходил службу в Улан-Баторе, затем с 1923 года командовал полками в Ховде и Гурванбаяне. По нездоровью вновь был переведён в Улан-Батор, работал в Военном министерстве, участвовал в организации милицейской службы. Зимой 1931 года скончался из-за болезни в возрасте 40 лет.

## Образ в искусстве
- В монгольском фильме «В логове» (1972), посвящённом операции по устранению Джа-ламы, роль Д. Нанзада играет Б. Нямбуу.